# Ефимов, Игорь Константинович
И́горь Константи́нович Ефи́мов (1 сентября 1932, Ленинград, СССР — 16 ноября 2000, Санкт-Петербург, Россия) — советский и российский актёр кино и озвучивания. Заслуженный артист РСФСР (1986).

## Биография
Игорь Ефимов родился 1 сентября 1932 года в Ленинграде. Его отец, Константин Петрович Ефимов (1904—1945), участник Великой Отечественной войны, лейтенант интендантской службы, завделопроизводством войсковой части № 67705, погиб на фронте 7 марта 1945 года. Мать, Валентина Максимовна, работала инженером.
В детстве обнаружил в себе способности к подражанию известным актёрам. Участвовал в школьной самодеятельности, затем стал посещать драмкружок Ленинградского дома пионеров Октябрьского района под руководством Маргариты Линд. По окончании школы поступил на факультет кораблестроения Ленинградского кораблестроительного института. Будучи участником студенческой самодеятельности, сыграл одну из главных ролей в спектакле «На Лоцманской, 3». Параллельно продолжал занятия в драмкружке Линд. По прошествии двух лет ушёл из института и в 1954 году уехал в Москву, где поступил на актёрский факультет театрального училища имени Щепкина. Окончив его в 1958 году, вернулся в Ленинград и был зачислен в штат актёров киностудии «Ленфильм» и ленинградскую театр-студию киноактёра.
Снялся более чем в ста фильмах, в основном, в эпизодических ролях. Наиболее известны его роли в фильмах «Ночной гость», «Будни и праздники», «В то далёкое лето…», «Даурия», «Остров сокровищ», «Колье Шарлотты». В 1961 году Ефимов на четыре года уехал работать в Германию, в театр Группы советских войск.
Принимал участие в радиоспектаклях, дубляже и озвучивании фильмов. В ряде случаев мастерски воспроизводил голоса исполнителей, которые сами не смогли озвучить роль по причине болезни или смерти, а также, когда при озвучивании было необходимо устранить специфический говор актёров: Василий Шукшин («Они сражались за Родину», «Прошу слова»), Анатолий Папанов (Копалыч — «Холодное лето пятьдесят третьего…»), Армен Джигарханян (Тристан — «Собака на сене»), Борислав Брондуков (инспектор Лестрейд в сериале «Приключения Шерлока Холмса и доктора Ватсона»).
Скончался 16 ноября 2000 года на 69-м году жизни в Санкт-Петербурге. Похоронен на Северном кладбище.

## Семья
Был женат на актрисе Ираиде Вечерик (1937—2006). Младший сын Игорь Ефимов-младший (род. 1967) — актёр и режиссёр дубляжа на студиях «Невафильм» и «Велес», также известен как кино- и театральный режиссёр, сценарист, педагог, музыкант. Внучка — Ольга Вечерик (род. 1992), актриса театра и дубляжа, внук — Константин Ефимов (род. 1999), актёр дубляжа.

## Фильмография

### Художественные фильмы
- 1957 — Смерть Пазухина
- 1958 — Наш корреспондент — сварщик бригады Уварова (нет в титрах)
- 1958 — Ночной гость — Федя, жених Любы
- 1959 — В твоих руках жизнь — Банник, рядовой
- 1959 — Неоплаченный долг — муж роженицы (нет в титрах)
- 1959 — Театр зовёт (короткометражный)
- 1960 — Молодость офицера — Агеев
- 1960 — Победитель (короткометражный) — Курбатов
- 1960 — Ребята с Канонерского — инженер с завода (нет в титрах)
- 1960 — Анафема (короткометражный) — студент
- 1961 — Будни и праздники — Влас
- 1965 — Иной фронт / Die Andere Front (ГДР) — Гриша
- 1965 — Заговор послов — чекист (нет в титрах)
- 1966 — Два билета на дневной сеанс — сотрудник правоохранительных органов (нет в титрах)
- 1966 — Маленький беглец (СССР, Япония) — пассажир самолёта с фотоаппаратом (нет в титрах)
- 1967 — Его звали Роберт — сосед Куклина
- 1967 — Четыре страницы одной молодой жизни — гость на свадьбе
- 1967 — Хроника пикирующего бомбардировщика — замполит Сёмушкин, майор
- 1969 — Её имя — Весна — раненый в госпитале
- 1969 — Невероятный Иегудиил Хламида — Саша
- 1970 — Любовь Яровая — человек с кортиком от Михаила Ярового (нет в титрах)
- 1970 — Поезд в завтрашний день
- 1970 — Цвет белого снега (короткометражный) — машинист поезда метрополитена
- 1971 — Даурия — Тимофей Косых
- 1971 — Найди меня, Лёня! — Степан
- 1972 — Юлька — Тимофей Иванович, преподаватель в училище (роль озвучена другим актёром)
- 1973 — Плохой хороший человек — секундант Бойко
- 1973 — Докер — Романтюк
- 1974 — В то далёкое лето… — Трофим
- 1974 — Два клёна — Михайло Потапыч
- 1974 — Последний день зимы — эпизод
- 1975 — Звезда пленительного счастья — кучер
- 1975 — Новогодние приключения Маши и Вити — Дед Мороз
- 1976 — Шутите? — милиционер (нет в титрах)
- 1976 — Житейское дело — возвращающийся из эвакуации на телеге (нет в титрах)
- 1976 — Обыкновенная Арктика — житель полярного местечка
- 1977 — Беда — майор милиции
- 1977 — Золотая мина — Николай Ильич Литвиненко, оперативник
- 1977 — Девочка, хочешь сниматься в кино? — зритель на съёмках (нет в титрах)
- 1977 — Степанова памятка — Парфён Семёнович, мастеровой, новый приказчик
- 1977 — Сумка инкассатора — капитан Орлов, дежурный отделения милиции на вокзале
- 1978 — Неудобные соседи (короткометражный)
- 1979 — Инженер Графтио — инженер Кривошеин
- 1979 — Незнакомка (по стихам Александра Блока 1910-х годов) — посетитель трактира
- 1979 — Поздняя встреча — Петя Басалаев, художник-дизайнер, скульптор
- 1979 — Старшина — полковник
- 1980 — Крутой поворот — Григорий Иванович Глуховской, старший механик, муж Рощиной
- 1980 — Гость (короткометражный) — директор школы
- 1981 — Третье измерение — начальник отдела снабжения военно-морской базы
- 1981 — Берегите женщин — Игорь Константинович, инженер судоремонтного завода, отец Вали
- 1982 — Взять живым — Гарбуз, комиссар
- 1982 — Голос — эпизод
- 1982 — Дыня — Степан Васильевич
- 1982 — Жизнь Берлиоза — Модест Петрович Мусоргский (нет в титрах)
- 1982 — За счастьем — эпизод
- 1982 — Остров сокровищ — Том
- 1983 — Демидовы — купец
- 1983 — Магия чёрная и белая — милиционер (нет в титрах)
- 1983 — Место действия — Хромов, управляющий трестом
- 1983 — Обрыв — полковник
- 1983 — Средь бела дня… — адвокат
- 1983 — Оловянные кольца — Пилюлио
- 1984 — Каждый десятый — эпизод
- 1984 — Колье Шарлотты — следователь Алексей Иванович Торопов
- 1984 — Перегон — Юрий Арсентьевич
- 1984 — Снег в июле — Лямин
- 1984 — Челюскинцы — Янсон
- 1985 — Воскресный папа — швейцар в кафе «Флора»
- 1986 — Малявкин и компания — директор музея (нет в титрах)
- 1986 — Мост через жизнь — купец І гильдии Аникеев
- 1986 — Размах крыльев — Баранов, пассажир
- 1986 — Сказка за сказкой — Хозяин
- 1986 — Приключения Шерлока Холмса и доктора Ватсона: Двадцатый век начинается — Фергюсон
- 1986 — Исключения без правил (новелла «Скрепки») — эпизод
- 1986 — Жизнь Клима Самгина — доктор
- 1987 — Звездочёт — Шульц, бармен в пивном баре (нет в титрах)
- 1987 — Точка возврата — замначальника полярной нефтеразведочной экспедиции
- 1987 — На исходе ночи — Иван Ефимович Доценко, капитан советского судна
- 1987 — Холодный март — Солдатенко
- 1988 — Дубровский — исправник Тарас Алексеевич
- 1988 — Эсперанса (СССР, Мексика) — Фёдор Иванович
- 1988 — Апелляция — Леонид Владимирович Балабанов, второй секретарь райкома
- 1989 — Благородный разбойник Владимир Дубровский — исправник
- 1989 — Интердевочка — швейцар в гостинице
- 1989 — Войди в каждый дом
- 1989 — Кончина — Николай Александрович, партийный работник
- 1989 — Навеки - девятнадцатилетние — эпизод
- 1990 — Каталажка — Юрий Александрович, директор радио
- 1991 — Экстрасенс — дежурный врач
- 1991 — Мой лучший друг — генерал Василий, сын Иосифа — генерал
- 1991 — Невозвращенец — Генерал
- 1992 — Деревня Хлюпово выходит из Союза — Иван Петрович, житель Хлюпово
- 1992 — Воздушные пираты — Шеф, другой
- 1997 — Анна Каренина — слуга

### Озвучивание ролей
Избранные озвученные роли:
- 1965 — Никто не хотел умирать — Миколас Локис (Альгимантас Масюлис)
- 1966 — Письма с острова Чудаков — Гарибальд Штурм (Пауль Руубель)
- 1968 — Гроза над Белой — Куйбышев (Георгий Тараторкин)
- 1969 — Белое солнце пустыни — Рахимов (Муса Дудаев)
- 1974 — Не болит голова у дятла — отец «Мухи» (Николай Гринько)
- 1975 — Прошу слова — Фёдор (Василий Шукшин)
- 1975 — Они сражались за Родину — Пётр Лопахин (Василий Шукшин)
- 1975 — Полковник в отставке — Корней Корнеевич Полунин (Николай Гринько)
- 1975 — Рассказ о простой вещи — Семенухин (Виктор Авдюшко) / управдом (Виктор Шульгин)
- 1976 — Вдовы — Ванышев (Григорий Михайлов) / покупатель на станции
- 1976 — Двадцать дней без войны — подполковник, консультант кинофильма (Николай Михеев) / усатый сержант (Валентин Печников)
- 1976 — Сентиментальный роман — Василий Николаевич (Владимир Марков)
- 1976 — Синяя птица — дедушка (Уилл Гир)
- 1976 — Строговы — Калистрат Зотов (Александр Ильин)
- 1977 — Вторая попытка Виктора Крохина — Волков, тренер (Виктор Васин)
- 1977 — Объяснение в любви — Кройков (Иван Бортник)
- 1977 — Ореховый хлеб — дедушка Андрюса (Леонид Оболенский)
- 1977 — Собака на сене — Тристан (Армен Джигарханян)
- 1977 — Сумка инкассатора — Алексей Петрович Туляков (Донатас Банионис)
- 1978 — Летняя поездка к морю — Михаил Петрович Шестаков (Николай Скоробогатов)
- 1978 — Младший научный сотрудник (к/м) — Иверцев (Анатолий Ромашин)
- 1978 — Соль земли — Добролётов (Иван Переверзев) / Ефремов (Леонид Марков) / Чернышёв (Константин Зорин)
- 1978 — Трасса — Сливин (Анатолий Солоницын) / Борисов (Виктор Гоголев)
- 1978 — Ярославна, королева Франции — митрополит Феопемпт (Армен Джигарханян)
- 1979 — Трое в лодке, не считая собаки — Джордж (Михаил Державин)
- 1979 — Шерлок Холмс и доктор Ватсон — доктор Гримсби Ройлотт (Фёдор Одиноков) / инспектор Лестрейд (Борислав Брондуков)
- 1980 — Лес — Карп (Виктор Цепаев) / Уар Кирилыч Бодаев (Сергей Карнович-Валуа)
- 1980 — Никудышная — Валера (Николай Лавров)
- 1980 — Поздние свидания — Семён Петрович, начальник производства (Пётр Горин)
- 1980 — Приключения Шерлока Холмса и доктора Ватсона — инспектор Лестрейд (Борислав Брондуков) / маркёр Прайс (Анатолий Подшивалов)
- 1980 — Рафферти — отец Марты (Гедиминас Карка)
- 1980 — Амнистия — Секержицкий, зять потерпевшего (?)
- 1981 — 20 декабря — Насонов (Алексей Савостьянов) / Пуришкевич (Герберт Дмитриев) / Зарудный (Пётр Шелохонов)
- 1981 — Личная жизнь директора — Константин Мустафиди (Алексей Герман)
- 1981 — Приключения Шерлока Холмса и доктора Ватсона: Собака Баскервилей — возница Перкинс (?) / инспектор Лестрейд (Борислав Брондуков)
- 1981 — Сильва — Микса (Рэм Лебедев)
- 1981 — Трижды о любви — Саша, муж Лены (Виктор Проскурин)
- 1982 — Шурочка — Шульгович (Иван Дмитриев)
- 1983 — Вольный ветер — комиссар полиции (Евгений Весник)
- 1983 — Магия чёрная и белая — Александр Петрович Сабонис (Николай Волков-мл.) / проводник (Михаил Девяткин)
- 1983 — Обвинение — следователь Ярош (Михай Волонтир)
- 1983 — Демидовы — Лиходеев, приказчик Демидовых (Виктор Григорьев)
- 1983 — Приключения Шерлока Холмса и доктора Ватсона: Сокровища Агры — инспектор Лестрейд (Борислав Брондуков) / майор Шолто (Павел Кадочников)
- 1984 — Без семьи — Жером Барберен (Леонид Дьячков)
- 1984 — Блондинка за углом — членкор Огурцов (Павел Кадочников)
- 1984 — Макар-следопыт — Гаврюков (Владимир Олексеенко) / управляющий (Георгий Штиль)
- 1984 — Мой друг Иван Лапшин — Хохряков (Анатолий Аристов)
- 1985 — В поисках капитана Гранта — Айртон (Бен Джойс) (Джоко Росич) / вождь индейцев (Пётр Слабаков)
- 1985 — Противостояние — Глеб Гаврилович Юмашев (В. Шайдук)
- 1986 — Приключения Шерлока Холмса и доктора Ватсона: Двадцатый век начинается — инспектор Лестрейд (Борислав Брондуков)
- 1986 — Сентиментальное путешествие на картошку — колхозник Альберт (Валентин Трущенко)
- 1987 — Дни и годы Николая Батыгина — Николай Батыгин в зрелости (Вадим Спиридонов)
- 1987 — Поражение — Голицын (Павел Кадочников)
- 1987 — Холодное лето пятьдесят третьего… — «Копалыч»-Старобогатов (Анатолий Папанов)
- 1987 — Человек с бульвара Капуцинов — Денли-драчун (Борислав Брондуков)
- 1988 — Собачье сердце — следователь (Евгений Иловайский)
- 1989 — Несрочная весна — Клим Ерохин (Валерий Мороз)
- 1989 — Сирано де Бержерак — победительный гвардеец (Георгий Мартиросян)
- 1991 — Блуждающие звёзды — Бернард Гоцмах (Мамука Кикалейшвили)
- 1998 — 1999 — Агент национальной безопасности (сезон 1)
- 2000 — Воспоминания о Шерлоке Холмсе — инспектор Лестрейд (Борислав Брондуков) / доктор Гримсби Ройлотт (Фёдор Одиноков) / маркёр Прайс (Анатолий Подшивалов) / возница Перкинс / майор Шолто (Павел Кадочников)

### Мультипликационные фильмы
- 1971 — «Март и его хлеб»
- 1973 — «Лев и кот» — Лев
- 1993 — «Последний киногерой» — Ник
- 1998 — «Мулан» — Фа Зу
- 1999 — «История игрушек 2»[3] — Пит Вонючка, старатель

### Киносценарий
- 1969 — Новенький (новелла в киноальманахе «Мальчишки»)